# Erdre
Erdre – rzeka we Francji, przepływająca przez tereny departamentów Loara Atlantycka oraz Maine i Loara, o długości 97,4 km. Stanowi prawy dopływ rzeki Loary.